# Arquelau de Priene
Arquelau de Priene (em grego clássico: Ἀρχέλαος Πριηνεὐς; romaniz.: Archélaos Prieneús) foi um escultor grego helenístico que viveu por volta de 300 a.C. em Priene. É lembrado por sua Apoteose de Homero, um relevo de mármore que enaltece o poeta e que agora está preservado no Museu Britânico.

## Vida
Nada se sabe sobre ele, exceto sua assinatura no relevo conhecido como A Apoteose de Homero, encontrado em Bovilas (atual Marino) na Itália e guardado no Museu Britânico de Londres: "obra de Arquelau, filho de Apolônio, de Priene". Antes por muito tempo datada de 125 a.C., de acordo com a forma das letras da inscrição e as escolhas iconográficas do artista, o relevo é hoje colocado por volta de 225–220 a.C. Ela foi provavelmente executada em Alexandria, durante o reinado de Ptolemeu IV Filópator.

## Obra

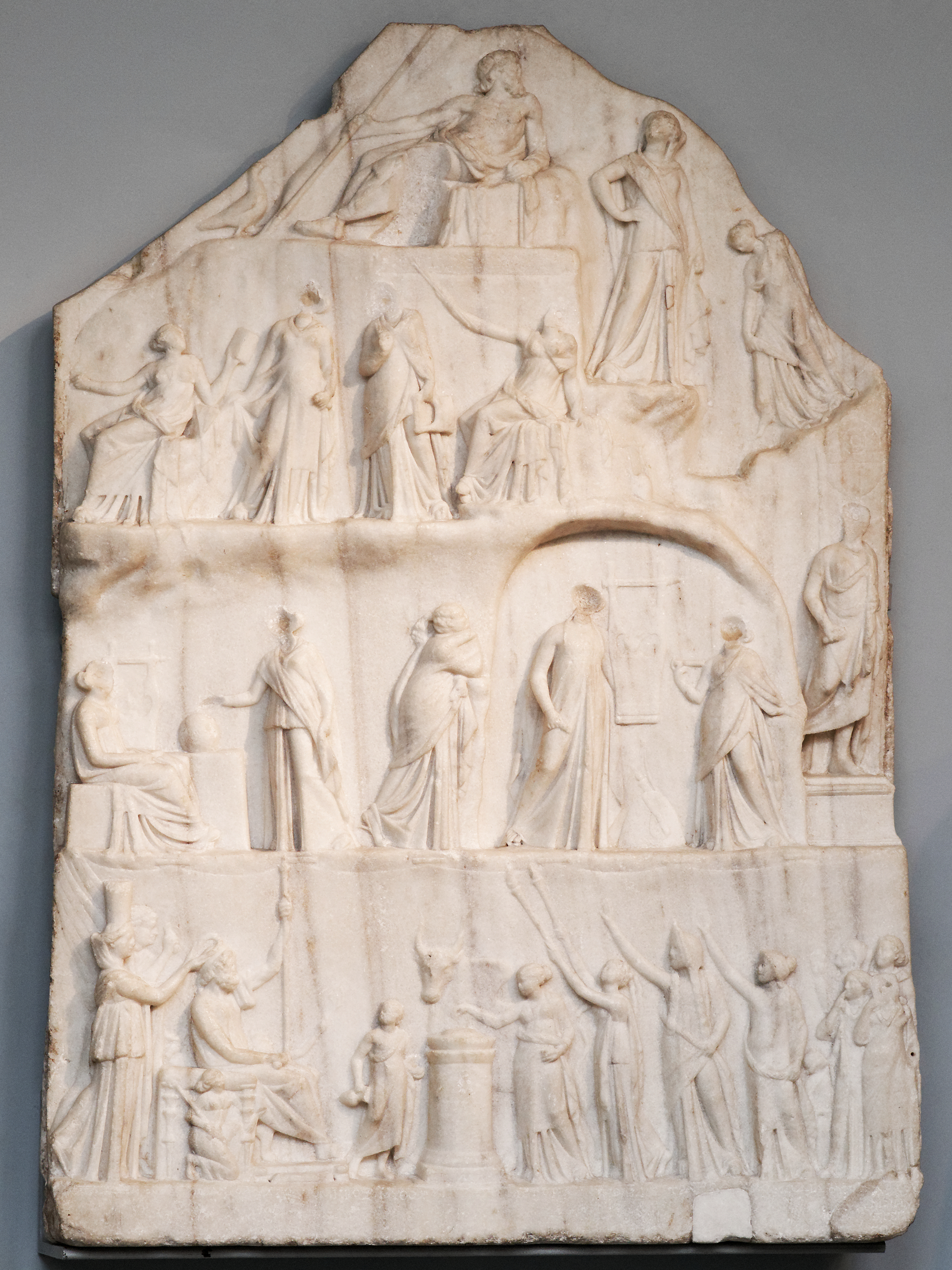
A Apoteose de Homero, baixo-relevo em mármore, Londres, Museu Britânico

A Apoteose de Homero foi dedicada a Pérgamo em honra de Crates de Malo durante o reinado de Átalo II. Crates está representado como uma estátua na extrema direita da composição, na extrema esquerda, sentado em um trono, está Homero, ladeado pelas personificações da Ilíada e da Odisseia. O fundo parece representar a encosta de uma montanha sagrada (talvez o Monte Helicão) sobre a qual as figuras estão dispostas em registros sobrepostos, a cena do primeiro registro no fundo parece ocorrer em um pórtico. No registro superior está a figura de Zeus e nos intermediários as nove Musas. As duas figuras que coroam Homero são Ecumenes e Cronos e foram identificadas como Átalo II e sua mãe Apolônide, à sua direita a realização de um sacrifício na presença de figuras alegóricas.